# خليك قاعد
خليك قاعد هو فيلم تحريك مصري قصير، إنتاج المركز القومي للسينما، سنة 2009.

## ملخص القصة
اثنان من أكباس النور، يجدا نفسيهما في مخزن مهجور، كله كراكيب قديمة. يسعى أحدهما للهرب، والاستمتاع بالحرية، وإثبات ذاته في العالم. بينما يستسلم الآخر للكسل، ويهوي سجنه، ولا يستكشف مواهبه.

## بطاقة الفيلم
كتب الفكرة والسيناريو أحمد عبد الرحيم، صمّم الشخصيات د. علي عايش، قام بالتحريك إسماعيل الناظر، كتب الموسيقى التصويرية وعزفها شريف نور، تصوير ممدوح قطب، ومونتاج محمود عبد القادر، وإخراج د. لمياء رجائى، مدة العرض 6.3 دقيقة.

## جوائز
جائزة أفضل فـيلم تحريك من مهرجان الإسكندرية السينمائي لدول البحر المتوسط – الدورة الخامسة والعشرين – 2009.
جائزة أفضل فيلم تحريك من مهرجان الصورة الحرة – الهيئة العامة لقصور الثقافة – الدورة الأولي – 2010.

## مشاركات بمهرجانات
المهرجان القومى للسينما المصرية – 2009.
مهرجان ساقية الصاوي لأفلام التحريك – 2009.
منتدي الأفلام المصرية القصيرة في المركز الثقافي المصري بطرابلس، برعاية نادي السينما الليبي والسفارة المصرية في ليبيا – 2012.